# Stupnica
Die Stupnica ist ein kleiner rechter Zufluss des San in Polen.

## Geografie
Der rund 28 km lange Fluss entspringt bei dem Dorf Leszczawa Górna (Gmina Bircza) und mündet bei dem Dorf Bachów (Gmina Krzywcza) in den San.
Das Einzugsgebiet wird mit 178 km² angegeben.